# Panisse
Pour les articles homonymes, voir Panisse (homonymie).
La panisse est une spécialité de la cuisine provençale et de Ligurie à base de farine de pois chiches. Ce mets est connu et apprécié de Gênes à Marseille. Elle est traditionnellement réalisée à Nice entre deux soucoupes à café et est une spécialité du quartier de l'Estaque à Marseille.

## Description
Les panisses sont une préparation à base de farine de pois chiches et d'eau, poêlée avec de l'huile d'olive afin de créer une petite carapace grillée. Aujourd'hui, on la trouve sous forme de friture ou dorée au four. Elle peut être produite industriellement.
On peut les préparer soi-même, moulées dans des soucoupes à café de façon traditionnelle comme à Nice, et les découper.
On les trouve aussi dans le commerce sous la forme de rouleaux de 20 cm de long et de 7 cm de diamètre environ, qu'on découpe en tranches et qu'on fait frire dans l'huile, à la poêle ou en grand bain. On peut également les passer au four. 
Les panisses se consomment chaudes, seules, avec une salade en entrée d'un repas ou encore en accompagnement d'un plat en sauce.

## Mets similaires
La panisse est de la même famille que la cade toulonnaise, la socca niçoise ou encore la karantika algérienne (spécialité d'Oran).

## Dans la culture
- A la 41e minute du film Marius et Jeannette, qui se déroule pour l'essentiel dans le quartier de l'Estaque, Marius (Gérard Meylan) va acheter quelques panisses qu'il offre à Jeannette (Ariane Ascaride), et que celle-ci déguste à la terrasse d'un café[3].